# Marta Moreno Vega
Marta Moreno Vega (nascida em 3 de janeiro de 1952) é a fundadora do Centro Cultural Caribenho Instituto da Diáspora Africana ( Caribbean Cultural Center African Diaspora Institute, CCCADI). Ela liderou o museu de arte caribenha e latino-americana El Museo del Barrio, é uma das fundadoras da Associação de Artes Hispânicas e fundou a Rede de Centros de Cor e a Mesa Redonda de Instituições de Cor. Vega é também uma artista visual e ativista afro-latina. Nasceu no Harlem e é filha de pais porto-riquenhos: sua mãe é de Caguas e seu pai de Loíza. Recebeu seu bacharel e mestrado em Educação da Universidade de Nova Iorque e o doutorado em Estudos da África da Universidade Temple em 1995.

## Publicações
- Vega, Marta Moreno (2000). The Altar of My Soul: The Living Traditions of Santería 1st ed. New York: One World. ISBN 978-0-307-56710-9. OCLC 948132659
- Vega, Marta Moreno (2004). When the Spirits Dance Mambo: Growing Up Nuyorican in El Barrio 1st ed. New York: Three Rivers Press. ISBN 978-0-307-54921-1. OCLC 682188980